# Équipe de Nouvelle-Zélande de rugby à XV à la Coupe du monde 1995
L'équipe de Nouvelle-Zélande a terminé deuxième de la Coupe du monde de rugby 1995, elle a été battue en finale par l'équipe d'Afrique du Sud.
Les joueurs ci-après ont joué pendant cette coupe du monde 1995. Les noms en gras indiquent les titulaires de la finale.

## Première Ligne
- Sean Fitzpatrick (capitaine)
- Craig Dowd
- Olo Brown
- Richard Loe
- Norm Hewitt

## Deuxième Ligne
- Robin Brooke
- Ian Jones
- Blair Larsen

## Troisième Ligne
- Josh Kronfeld
- Zinzan Brooke
- Mike Brewer
- Jamie Joseph
- Kevin Schuler
- Paul Henderson

## Demi de mêlée
- Graeme Bachop
- Ant Strachan

## Demi d’ouverture
- Andrew Mehrtens
- Simon Culhane

## Trois-quarts centre
- Walter Little
- Frank Bunce
- Alama Ieremia
- Marc Ellis

## Trois-quarts aile
- Jonah Lomu
- Jeff Wilson
- Eric Rush

## Arrière
- Glen Osborne